# Casa de Daniel Robert
La casa Daniel Robert es una casa histórica ubicada en 25 West End Avenue en Somerville en el condado de Somerset, Nueva Jersey. Fue construida en 1888 para Daniel Robert por el estudio de arquitectura Lambert &; Bunnell basándose en casas de estilo neogótico diseñadas por el arquitecto Alexander Jackson Davis. Ahora sirve como Somerville Borough Hall y Somerville Public Library. Se agregó al Registro Nacional de Lugares Históricos el 5 de marzo de 2008 por su importancia en la arquitectura desde 1888 hasta 1939.